# Leichtathletik-Länderkämpfe mit bundesdeutscher Beteiligung 1967
| Leichtathletik-Länderkämpfe mit bundesdeutscher Beteiligung 1967           | Leichtathletik-Länderkämpfe mit bundesdeutscher Beteiligung 1967 | Leichtathletik-Länderkämpfe mit bundesdeutscher Beteiligung 1967 | Leichtathletik-Länderkämpfe mit bundesdeutscher Beteiligung 1967 |
| -------------------------------------------------------------------------- | ---------------------------------------------------------------- | ---------------------------------------------------------------- | ---------------------------------------------------------------- |
|                                                                            |                                                                  |                                                                  |                                                                  |
| 1. Länderkampf 1967, Straßenlauf (Männer): SUI – FRG – NLD                 |                                                                  |                                                                  |                                                                  |
| Schwyz 28. Mai 1967                                                        | Schwyz 28. Mai 1967                                              | 1. FRG 2. NLD 3. SUI                                             | 5:17:12 h 5:18:26 h 5:36:13 h                                    |
| 2. Länderkampf 1967, Zehnkampf (Männer): AUT – FRG – DDR – SUI – CSK – HUN |                                                                  |                                                                  |                                                                  |
| Linz 1./2. Juli 1967                                                       | Linz 1./2. Juli 1967                                             | 1. DDR 2. AUT 3. FRG 4. SUI 5. CSK 6. HUN                        | 22.428 P 21.569 P 21.297 P 21.199 P 20.283 P 20.109 P            |
| 3. Länderkampf, Geher (Männer): FRG – SWE                                  |                                                                  |                                                                  |                                                                  |
| Köln 15. Juli 1967                                                         | Köln 15. Juli 1967                                               | 1. FRG 2. SWE                                                    | 24 P 20 P                                                        |
| 4. Länderkampf 1967, Frauen: HUN – FRG                                     |                                                                  |                                                                  |                                                                  |
| Szombathely 23. Juli 1967                                                  | Szombathely 23. Juli 1967                                        | 1. FRG 2. HUN                                                    | 72 P 45 P                                                        |
| 5. Länderkampf 1967, Frauen: FRG – CSK                                     |                                                                  |                                                                  |                                                                  |
| Fulda 13. August 1967                                                      | Fulda 13. August 1967                                            | 1. FRG 2. CSK                                                    | 75 P 42 P                                                        |
| 6. Länderkampf 1967, Männer: FRG – USA                                     |                                                                  |                                                                  |                                                                  |
| Düsseldorf 16./17. August 1967                                             | Düsseldorf 16./17. August 1967                                   | 1. USA 2. FRG                                                    | 132 P 100 P                                                      |
| 7. Länderkampf 1967, Männer: POL – FRG                                     |                                                                  |                                                                  |                                                                  |
| Posen 14. September 1967                                                   | Posen 14. September 1967                                         | 1. POL 1. FRG                                                    | 106 P                                                            |
| 8. Länderkampf 1967, Frauen: FRG – POL                                     |                                                                  |                                                                  |                                                                  |
| Werdohl 14. September 1967                                                 | Werdohl 14. September 1967                                       | 1. FRG 2. POL                                                    | 67 P 50 P                                                        |
| 9. Länderkampf 1967, Männer: GBR – FRG                                     |                                                                  |                                                                  |                                                                  |
| London 22./23. September 1967                                              | London 22./23. September 1967                                    | 1. FRG 2. GBR                                                    | 121 P 90 P                                                       |
| 10. Länderkampf 1967, Frauen: GBR – FRG                                    |                                                                  |                                                                  |                                                                  |
| London 22./23. September 1967                                              | London 22./23. September 1967                                    | 1. GBR 2. FRG                                                    | 66 P 65 P                                                        |
| 11. Länderkampf 1967, Zehnkampf (Männer): FRA – FRG – SUI                  |                                                                  |                                                                  |                                                                  |
| Font-Romeu 30. September / 1. Oktober 1967                                 | Font-Romeu 30. September / 1. Oktober 1967                       | 1. FRG 2. FRA 3. SUI                                             | 45 P 43 P 33 P                                                   |
| Chronik                                                                    |                                                                  |                                                                  |                                                                  |
| ← Länderkämpfe 1966                                                        | ← Länderkämpfe 1966                                              | Länderkämpfe 1968 →                                              | Länderkämpfe 1968 →                                              |

Im Jahr 1967 wurden elf Leichtathletikländerkämpfe mit bundesdeutscher Beteiligung ausgetragen. Damit gab es weniger Begegnungen als in den Jahren zuvor. In der Saison 1961, dem Jahr mit den meisten Vergleichen seit Beginn der Länderkämpfe im Jahr 1921, waren siebzehn Vergleiche ausgetragen worden. Der Fokus in der Saison 1967 im internationalen Bereich war vor allem ausgerichtet auf den Europacup, der am 15. September für die Frauen und am 16./17. September für die Männer in Kiew zum zweiten Mal ausgetragen wurde. Die bundesdeutschen Athleten belegten in beiden Wettbewerben den dritten Platz, jeweils hinter der Sowjetunion und der DDR. Im Männerwettbewerb war der Ausgang äußerst eng, die drei erstplatzierten Länder waren jeweils nur durch einen Punkt voneinander getrennt.
Nicht aufgeführt sind der sogenannte „Lugano-Cup“, ein Weltcup der Geher unter dem Dach des Weltleichtathletikverbands (früher: IAAF), sowie der ab 1965 unter Regie des Europäischen Leichtathletikverbands durchgeführte und oben schon angesprochene Leichtathletik-Europacup. Hier handelt es sich um Veranstaltungen, die hier als eigene Wettbewerbe ähnlich wie auch der Leichtathletik-Continentalcup (ab 1977) und der Geher-Europacup (ab 1996) außerhalb der üblichen Länderkämpfe durchgeführt wurden.
Aufgeführt sind hier die Länderkämpfe bundesdeutscher Leichtathleten. Die Sportler der DDR führten nach der deutschen Teilung im Jahr 1949 eigene Veranstaltungen durch.
Die Frauen bestritten in dieser Saison vier Vergleiche, die Männer sieben. Von den Männerbegegnungen wurden zwei von den Zehnkämpfern und jeweils einer von den Gehern und Straßenläufern bestritten. Die restlichen drei Aufeinandertreffen der Männer fanden ebenso wie alle Länderkämpfe der Frauen in Form von Veranstaltungen mit einer Mischung allgemeiner leichtathletischer Disziplinen statt.

## Bilanz
In der Saison 1967 gab es für die bundesdeutschen Männer in ihren sieben Länderkämpfen eine Niederlage und ein Unentschieden. Verloren ging das Aufeinandertreffen mit den USA am 16./17. August in Düsseldorf. Das Unentschieden resultierte aus der Begegnung mit Polen am 14. September in Posen. Die weiteren fünf Männerbegegnungen des Jahres 1967 entschieden die bundesdeutschen Athleten für sich. Die Männer hatten damit am Ende der Saison in ihren seit dem ersten Länderkampf 1921 insgesamt 227 Vergleichen 185 Siege und drei Unentschieden erzielt sowie 39 Niederlagen erlitten. Nur gegen die USA hatte die Bundesrepublik Deutschland weiterhin keinen Erfolg vorzuweisen.
Die Frauen erlitten in ihren vier Länderkämpfen dieser Saison eine Niederlage. Am 22./23. September mussten sie sich im Vergleich mit Großbritannien in London ihren britischen Konkurrentinnen geschlagen geben. Ihre drei weiteren Aufeinandertreffen beendeten die bundesdeutschen Leichtathletinnen jeweils siegreich. Damit hatten sie seit dem ersten Frauenländerkampf 1928 in 66 Aufeinandertreffen jetzt insgesamt 51 Siege errungen, ein Unentschieden erzielt und vierzehn Niederlagen hinnehmen müssen. Eine negative Bilanz hatten sie gegenüber England, der Sowjetunion und dem Britischen Empire, alle anderen Bilanzen waren positiv.
In der Gesamtsumme aller Länderkämpfe mit deutscher bzw. bundesdeutscher Beteiligung hatten die Leichtathleten der Bundesrepublik Deutschland von 293 Vergleichen 236 gewonnen, 53 verloren und vier Unentschieden erzielt. Sieben der Niederlagen stammten dabei aus zweiten Plätzen in Begegnungen mit mehr als zwei Nationen.

## Verschiedene Formen von Länderkämpfen
Es gab inzwischen vier verschiedene Arten von Länderkämpfen:
1. Vergleiche mit einer Mischung von Disziplinen aus dem allgemeinen leichtathletischen Programm
Jede Nation war in der Regel mit zwei Athleten je Disziplin vertreten. Bei den Männern waren hier zwanzig Wettbewerbe zum Standard geworden. Aus dem olympischen Wettbewerbskatalog fehlten dabei nur der Marathonlauf, die beiden Gehwettbewerbe und der Zehnkampf. Der Länderkampfdisziplinkatalog bei den Frauen bestand standardmäßig aus elf Disziplinen und war mit den damals bei Olympischen Spielen angebotenen Frauenwettbewerben identisch. In seltenen Fällen gab es sowohl bei den Frauen als auch bei den Männern Abweichungen von diesem Standard in Form von Hinzunahme oder Weglassen einzelner Disziplinen. Manchmal waren nach Absprache der beteiligten Länder auch drei Athleten je Disziplin vertreten.
2. Vergleiche im Mehrkampf – bei den Frauen im Fünfkampf, bei den Männern im Zehnkampf
Die Zahl der Vertreter je Land war dabei nicht standardisiert. In der Regel wurden von den gestarteten Teilnehmern nicht alle gewertet. Bei vier Vertretern je Disziplin beispielsweise wurden meist die drei Besten gewertet.
3. Vergleiche der Geher
Diese Begegnungen wurden in Form von Straßengehen ausgetragen. Es kamen zwei Disziplinen zur Austragung, ein Wettkampf über 20 Kilometer und ein Wettkampf über eine längere Distanz, die manchmal über 35 und manchmal über 50 Kilometer führte. Bezüglich der Teilnehmerzahl je Land und Wettbewerb wurde verfahren wie in den Mehrkämpfen.
4. Vergleiche im Straßenlauf
Ausgetragen wurde ein Rennen über dreißig Kilometer. Auch hier wurde bezüglich der Teilnehmerzahl je Land verfahren wie in den Mehrkämpfen.

## Wertungsmodus
Die Regeln zur Punktevergabe wurden ohne Ausnahme nach dem üblichen Wertungssystem angewendet. In den Einzeldisziplinen lautete der Standard der Punktevergabe: Platz 1: 5 P, Pl. 2: 3 P, Pl. 4: 1 P. In den Staffeln wurden nach dem Standard fünf zu zwei Punkte vergeben. In weiteren Begegnungen mussten aufgrund anderer Rahmenbedingungen – mehr als zwei Teilnehmer je Nation in der Wertung oder mehr als ein Gegnerland – andere Regeln zur Punktevergabe zur Anwendung kommen. In den Mehrkämpfen wurden die Begegnungen meist wie in anderen Begegnungen über die Platzierungen gewertet. Manchmal wurden abweichend davon auch die im Wettkampf erzielten Punktzahlen addiert. Ähnlich wurde in den Straßenlauf-Länderkämpfen verfahren. Auch dort wurde meist über die Platzierungen gewertet, manchmal aber auch über die Addition der erzielten Zeiten.

## Straßenlauf-Länderkampf der Männer gegen die Schweiz und die Niederlande
Im ersten Vergleich des Jahres 1967 wurde der fünfte Straßenlauf-Länderkampf veranstaltet zwischen den drei Nationen Bundesrepublik Deutschland, Schweiz und Niederlande. Die Begegnung wurde am 28. Mai in der Schweizer Gemeinde Schwyz ausgetragen. Die ersten vier Aufeinandertreffen seit 1963, als Luxemburg als vierte Nation dabei gewesen war, hatte das bundesdeutsche Team für sich entschieden. Die Niederlande hatte von 1963 bis 1965 stets den zweiten Platz belegt. Im letzten Jahr war die Schweiz auf Rang zwei vorgerückt. Auch hier in der Gemeinde Schwyz gab es wieder einen bundesdeutschen Sieg. Mit einem Rückstand von einer Minute und vierzehn Sekunden kam nun wieder die Niederlande auf den zweiten Platz. Mehr als weitere siebzehneinhalb Minuten dahinter belegte die Schweiz wie in den ersten drei Begegnungen den dritten Platz.

## Zehnkampf-Länderkampf der Männer gegen Österreich, die DDR, die Schweiz, die Tschechoslowakei und Ungarn
Am 1./2. Juni trugen die bundesdeutschen Zehnkämpfer in einem Sechsländerkampf einen Vergleich mit Österreich, der DDR, der Schweiz, der Tschechoslowakei und Ungarn aus. Ein solches Aufeinandertreffen fand zum ersten Mal statt und wurde im österreichischen Linz ausgetragen. Aus der ersten Reihe der bundesdeutschen Athleten trat nur Vizeeuropameister Jörg Mattheis an. Darüber hinaus waren Athleten der zweiten Garde vertreten. So musste sich das bundesdeutsche Team mit Rang drei und 21.297 Punkten hinter der DDR (22.428 P) und Österreich (21.569 P) zufriedengeben. Die Schweiz (Vierter / 21.199 P), die Tschechoslowakei (20.283 P) und Ungarn (20.109 P) belegten die Ränge vier bis sechs.

## Geher-Länderkampf der Männer gegen Schweden
Der dritte Länderkampf dieser Saison war ein Vergleich der Geher. Am 15. Juli in Köln kamen die Gegner zum nun schon elften Mal aus Schweden. Sechs Mal hatten die schwedischen Konkurrenten zuvor vorne gelegen, das bundesdeutsche Team vier Mal. Die letzten beiden Begegnungen – 1965 und 1966 – hatte allerdings die Bundesrepublik Deutschland für sich entschieden. In Köln konnten die bundesdeutschen Geher mit ihrem Sieg von 24 zu zwanzig Punkten ihre Bilanz gegen Schweden auf fünf zu sechs aufbessern.

## Leichtathletik-Länderkampf der Frauen gegen Ungarn
Im vierten Vergleich stand der erste Länderkampf der Frauen in dieser Saison an. In einer Begegnung mit dem allgemeinen leichtathletischen Programm traf das bundesdeutsche Frauenteam zum zweiten Mal auf Ungarn. Das erste Aufeinandertreffen im vergangenen Jahr in Bad Kreuznach hatte die Bundesrepublik Deutschland gewonnen. Auch im diesjährigen Wettkampf am 23. Juli im ungarischen Szombathely errangen die bundesdeutschen Leichtathletinnen den Sieg, der mit 72 zu 45 Punkten deutlich ausfiel.

## Leichtathletik-Länderkampf der Frauen gegen die Tschechoslowakei
Am 13. August waren im fünften Länderkampf des Jahres noch einmal die Frauen an der Reihe. In Fulda traten sie zum fünften Mal gegen die Tschechoslowakei an. Die vorangegangenen Begegnungen – zuletzt 1961 in Pilsen – waren alle an die Bundesrepublik Deutschland gegangen und auch in Fulda ließ das bundesdeutsche Team den Tschechoslowakinnen keine Chance. Mit 75 zu 42 Punkten lag die Bundesrepublik Deutschland in der Endabrechnung klar vorne.

## Leichtathletik-Länderkampf der Männer gegen die USA
Der sechste Vergleich war wieder ein ganz besonderer Länderkampf. Am 16./17. August traten die bundesdeutschen Männer in Düsseldorf zum fünften Mal gegen die USA an, die wieder als weltbeste Leichtathletiknation anreiste. Alle vorangegangenen Treffen hatten die US-Amerikaner klar für sich entschieden. Zuletzt hatten sie 1965 in Augsburg gesiegt. Hier in Düsseldorf gelang es dem bundesdeutschen Team die Niederlage mit 100 zu 132 Punkten noch einigermaßen in Grenzen zu halten. Einen gleichzeitig ausgetragenen Länderkampf der Frauen zwischen den beiden Ländern gab es diesmal nicht.

## Leichtathletik-Länderkampf der Männer gegen Polen
Auch im siebten Vergleich hatten die bundesdeutschen Männer es wieder mit einem starken Gegner zu tun. Gegen die Leichtathleten aus Polen hatte es zuletzt fünf Niederlagen in Folge gegeben. Allerdings traten beide Mannschaften wegen des zwei Tage später stattfindenden Europacupfinals mit Vertretern aus der zweiten Reihe an. Die Begegnung wurde am 14. September in der polnischen Stadt Posen ausgetragen. Auch in der Konstellation ohne die Toppathleten der beiden Länder wurde es wie auch in den meisten vorangegangenen Aufeinandertreffen äußerst eng. Am Ende gab es mit 106 zu 106 Punkten ein Unentschieden. Die Bilanz lautete damit bei einem Remis nun sieben zu drei für Polen. Auch die Frauen beider Länder trafen sich am selben Tag zu einem Vergleich, der allerdings in der Bundesrepublik Deutschland stattfand.

## Leichtathletik-Länderkampf der Frauen gegen Polen
Im achten Vergleich des Jahres traten die Frauen am 14. September wie ihre männlichen Kollegen gegen Polen an. Das Aufeinandertreffen wurde in Werdohl ausgetragen und auch in dieser Begegnung kamen wegen des zeitnahen Europacupfinals für beide Länder die Athletinnen der zweiten Reihe zum Zug. Es war der zehnte Länderkampf zwischen den beiden Teams, die Bilanz lautete sechs zu drei für die Bundesrepublik Deutschland. In Werdohl kamen die bundesdeutschen Sportlerinnen mit 67 zu fünfzig Punkten zu ihrem siebten Erfolg über ihre polnischen Gegnerinnen.

## Leichtathletik-Länderkampf der Männer gegen Großbritannien
Den neunten Länderkampf des Jahres bestritten die Männer am 22./23. September. In London trafen sie knapp eine Woche nach dem Europacupfinale zum achten Mal auf Großbritannien. In den vorangegangenen Begegnungen hatte es sieben bundesdeutsche Siege gegeben und einen britischen. Am Ende setzten sich die bundesdeutschen Leichtathleten mit 121 zu neunzig Punkten wieder deutlich durch. Die Frauen führten hier in London zeitgleich ebenfalls einen Länderkampf mit Großbritannien durch.

## Leichtathletik-Länderkampf der Frauen gegen Großbritannien
Der Vergleich der Frauen mit Großbritannien fand als zehnter Länderkampf der Saison wie die Begegnung der Männer am 22./23. September in London statt. Vor der nun neunten Begegnung der beiden Länder lautete die Zwischenbilanz fünf zu drei für die Bundesrepublik Deutschland. Im Gegensatz zum Aufeinandertreffen der Männer ging es bei den Frauen sehr eng zu und in der Gesamtabrechnung lag Großbritannien am Ende mit einem Punkt vorn, die Bundesrepublik Deutschland unterlag mit 65 zu 66 Punkten.

## Zehnkampf-Länderkampf der Männer gegen Frankreich und die Schweiz
Zum Abschluss der Länderkampfsaison 1967 stand am 30. September / 1. Oktober wieder ein Zehnkampf an. Die Gegner waren Frankreich und die Schweiz. Auch in den letzten drei aufeinanderfolgenden Jahren waren die drei Länder in einem Zehnkampfvergleich aufeinandergetroffen. In dieser Saison wurde die Begegnung im französischen Font-Romeu ausgetragen und wie in den drei Begegnungen zuvor lagen die bundesdeutschen Athleten mit diesmal 45 Punkten wieder vorn. Die französischen Zehnkämpfer belegten mit 43 Punkten Rang zwei vor den mit 33 Punkten drittplatzierten Schweizern.